# Paul Decauville
Pour les articles homonymes, voir Decauville (homonymie).
Paul Amand Decauville, né le 7 juin 1846 à Évry-Petit-Bourg, aujourd'hui Évry, et mort le 29 juin 1922 à Neuilly-sur-Seine (Hauts-de-Seine), est un inventeur, industriel et homme politique français, fondateur de la société  Decauville. Il fut également maire d'Évry-Petit-Bourg et sénateur de Seine-et-Oise.

## Biographie
Paul Decauville est le fils d'Amand Louis Victor Decauville, dit Decauville Ainé, exploitant agricole, distillateur de betterave sucrière, homme d'affaires, président-cofondateur (1867) de la Société des agriculteurs de France et maire d'Évry-Petit-Bourg, et de Madeleine Rabourdin. Marié avec Louise Marie Marchand, il est le beau-père de Paul Delarbre (homme politique et comte romain).
Il suit sa scolarité au collège Sainte-Barbe puis devient le collaborateur de son père. Il s'engage, durant la guerre franco-allemande de 1870, dans une batterie d'artillerie et prend part à la campagne de Paris. Il est nommé officier d'artillerie au sein de l'armée territoriale après la guerre. Au décès de son père en 1871, il lui succède à la direction des établissements de Petit-Bourg. Son attrait pour la mécanique le conduit à rechercher tous les perfectionnements possibles de l'outillage agricole, inventant notamment un système de chemin de fer portatif entièrement métallique en 1876. Cette invention lui vaut une médaille d'or à l'Exposition universelle de 1878 et l'ordre de la Légion d'honneur. Par extension et grâce à la très grande habileté en affaires de son promoteur, le nom Decauville est associé aux chemins de fer à voie étroite.
Les usines de Petit-Bourg, qu'il fonde en 1875 aux portes de Corbeil et emploieront environ mille ouvriers, le conduise à renoncer à l'agriculture familiale. Usine modèle pour l'époque, elle comporte de plus une cinquantaine de maisons d'ouvriers, des cantines, des dortoirs, un théâtre, une société coopérative de produits alimentaires, une compagnie de pompiers, une fanfare, une pharmacie, un médecin et une infirmerie. Le nom de Paul Decauville est également associé aux communes de Corbeil-Essonnes et d'Évry-Courcouronnes, sur lesquelles il érige des usines qu'il dirige jusqu'en 1885.
En 1899, il dispute la première course d'automobiles, le Nice-Castellane-Nice, dans laquelle est engagée des voiturettes portant son nom et il arrive 15e.
En 1910, afin d'exploiter de ses brevets, il fonde une société de travaux publics, le Comptoir d'outillage et de matériel à air comprimé, qui a survécu jusqu'à la fin des années 1980. L'usine Decauville de Marquette-lez-Lille (Nord), produisant des engins de travaux publics et matériels minier, fut active de 1923 à 1968. Une autre de ses sociétés, EmiDecau, spécialisée dans les presses hydrauliques porte aujourd'hui le nom de Pinette-EmiDecau-Industries (PEI) à Chalon-sur-Saône.
En politique, Paul Decauville est maire d'Évry-Petit-Bourg (commune d'Évry-Courcouronnes actuelle) de 1881 à 1892. Il est aussi sénateur de Seine-et-Oise de 1890 à 1900, membre de la commission des Douanes et secrétaire de 1897 à 1899 et officier de la Légion d'Honneur en 1889. Après avoir quitté la région parisienne, Paul Decauville est temporairement maire de la commune de Saint-Léger (Manche).
Bibliophile distingué, il publie un Mémoire sur la culture à vapeur (1890) et Mon premier voyage aérien (1896).

## Ouvrages
- Mémoire sur la culture à vapeur (1890)
- Mon premier voyage aérien (1896)

## Sources
- « Paul Decauville », dans le Dictionnaire des parlementaires français (1889-1940), sous la direction de Jean Jolly, PUF, 1960 [détail de l’édition]
- Roger Bailly, Decauville, ce nom qui fit le tour du monde, 1989